# Reatinella

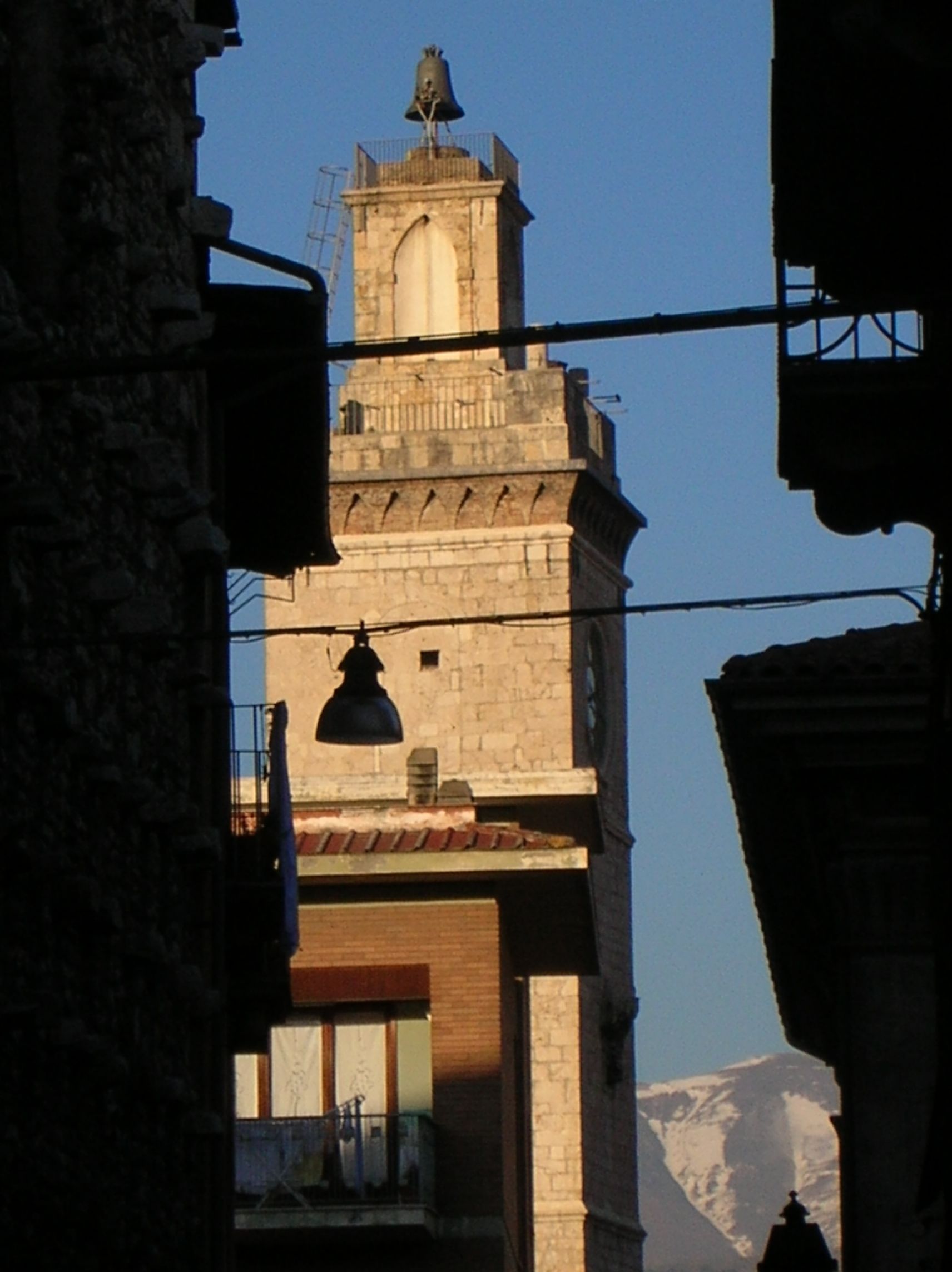
Torre del Palazzo Margherita, con la nuova campana del XVII secolo

La Reatinella era una piccola campana della Torre del municipio dell'Aquila, così chiamata poiché nel 1418 venne trafugata dai reatini uomini de " La Foresta "guidati da Marco Salvato , come viene riportato dai registri presenti all'archivio vescovile di Rieti, per essere recuperata dagli aquilani 197 anni più tardi.
(Buccio di Ranallo nelle Cronache aquilane, estratto da "Archivio storico per le province napoletane", Numero 9,1884, pag 251 - disponibile on line
)
(Buccio di Ranallo nelle Cronache aquilane, estratto da "Archivio Storico per le Province Napoletane", 1884, pag 251 - disponibile on line)
Veniva utilizzata per assolvere a funzioni civili quali le adunanze dei consigli cittadini, segnare la cessazione della vendita del pesce, dell'apertura e chiusura del mercato, della apertura e chiusura delle porte, ecc..
La campana seguì la sorte di numerose altre campane della città, venendo fusa nel Cinquecento dagli spagnoli al seguito di Don Pedro da Toledo per punire la rivolta della città e il metallo fu utilizzato per produrre i pezzi di artiglieria per il forte spagnolo. La Reatinella fu fatta cadere dalla torre il 6 febbraio 1545.